# 亜洲電視

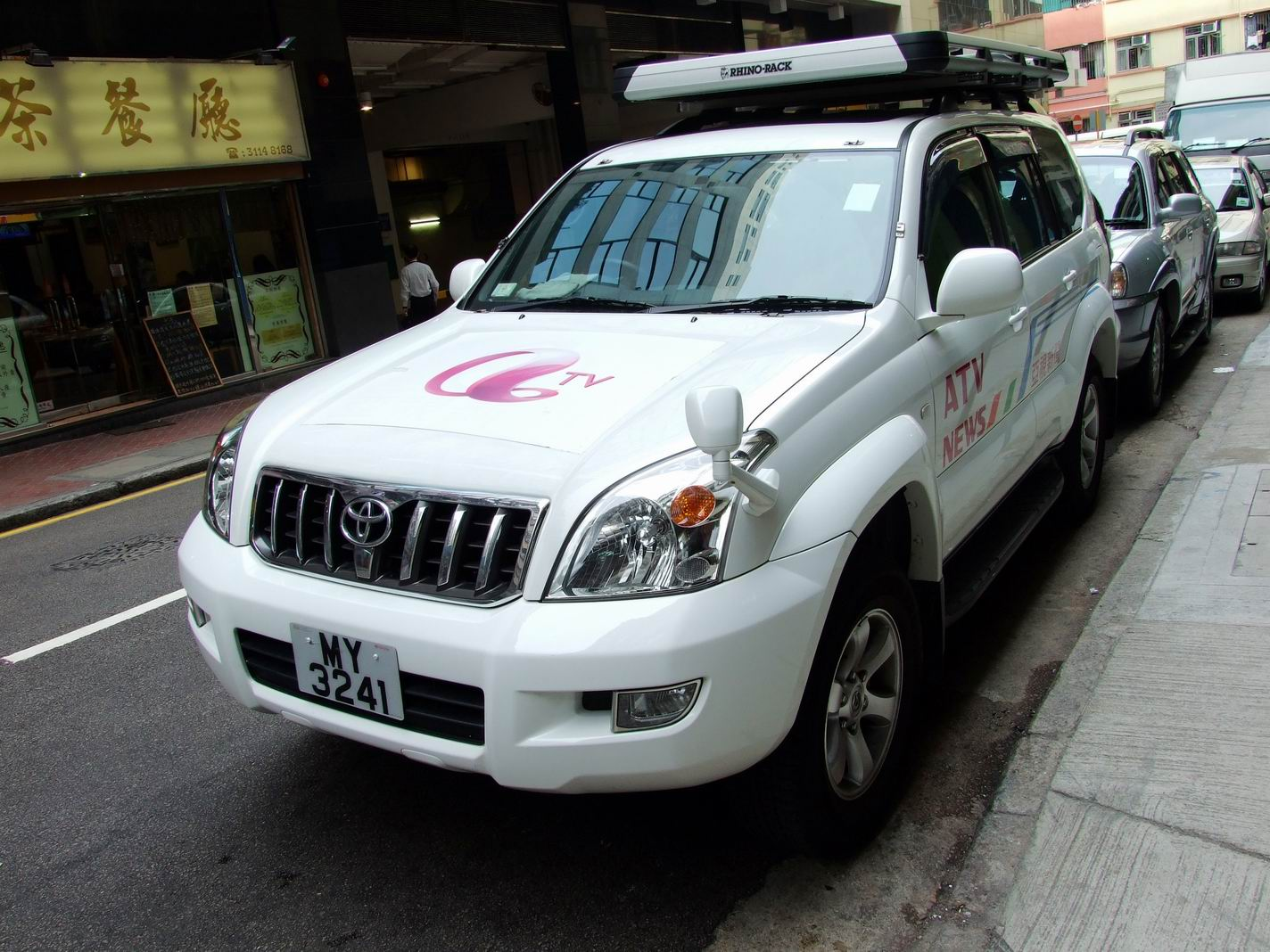
取材用車

亞洲電視（亞洲電視有限公司、Asia Television Limited）は、香港で最初に開局したテレビ局で、かつて無料地上放送を実施する香港のテレビ2社のうちの1社であった。略称は亞視、ATV。日本では「アジア・テレビ」とも呼ばれたことがある。1959年に有料の有線放送として開局し、中華圏初のテレビ局となった。1973年に無料のカラー地上放送に転換。長期にわたる経営不振の末、2016年に放送免許が失効し停波した。2017年末に新たに亞洲電視數碼媒體有限公司（Asia Television Digital Media Limited）としてインターネット放送事業を開始した。

## チャンネル
- 地上アナログ放送としては広東語の放送を行う本港台（ATV Home）と主に英語および普通話（標準中国語）で放送する国際台（ATV World）の2波があった。一時期、地上デジタル放送やHDTVによる新たなチャンネルが放送開始したが、2009年に整理されている。
- 香港域外向けの衛星放送としてアメリカ在住の広東系華僑向け放送「海外台」旧称「本港台（美洲版）」があったが、こちらは香港での放送終了より遅れて、2016年5月3日をもって放送終了した。

## 歴史

### 略年表
- 1949年3月22日 … イギリスの有線ラジオ放送局「Rediffusion」が香港で「麗的呼聲」を開局する。
- 1957年5月29日 … 麗的呼聲がケーブルテレビ放送「麗的映聲（RTV）」を開始する。
- 1963年9月30日 … 広東語チャンネルを設け、英語チャンネルと分離する。
- 1973年4月 … 麗的映聲の英語チャンネルを無料地上波テレビ局の麗的電視（RTV）へ転換する。
- 1973年10月 … 麗的映聲の広東語チャンネルと麗的呼聲のラジオ放送を停止し、有線送信方式による放送を廃止する。
- 1973年12月 … 麗的電視が広東語チャンネル（麗的中文台）の地上波放送を開始する。
- 1982年9月24日 … 「Rediffusion」が資本を撤退し、亞洲電視（ATV）に名称変更する。広東語チャンネルは「亞洲電視中文台（ATV Cantonese）」、英語チャンネルは「亞洲電視英文台（ATV English）」に改称。
- 1987年2月2日 … 広東語チャンネルを「亞洲電視黃金台（ATV Gold）」、英語チャンネルを「亞洲電視鑽石台（ATV Diamond）」に改称。
- 1989年2月13日 … 広東語チャンネルを「亞洲電視本港台（ATV Home）」、英語チャンネルを「亞洲電視國際台（ATV World）」に改称。
- 2016年4月1日 … この日いっぱいで香港での放送を終了。4月2日0時に停波。
- 2017年12月18日 … インターネットテレビによる試験放送を開始。
- 2018年1月28日 … インターネットテレビ正式放送開始。

### 麗的映聲・麗的電視時代
亞洲電視の前身である麗的映聲 Rediffusion Television（RTV）は、宗主国イギリスの民間ラジオ局リディフュージョンが、香港初のテレビ放送局として1957年5月29日に開局した。
当初は1チャンネルのみで、ケーブルによって各家庭に配信する有料放送であった。視聴料は毎月25香港ドルで、放送開始時の契約者数はわずか640であった。
1966年には、自前の俳優養成組織「電視藝員訓練班」を設立した。黄秋生（アンソニー・ウォン）、黎明（レオン・ライ）、張家輝（ニック・チョン）など数多くのスターが巣立っている。
1967年11月19日に無綫電視（TVB）が開局したことにより大きな転機を迎える。無綫電視はその名の通り無線方式による無料放送であり、アンテナ以外に特別な設備を必要とせず、一部番組でカラー放送を行い、開局早々視聴者の人気を集めた。それに対してRTVは、有料放送でしかも白黒方式のままの放送であったため、契約視聴者は激減した。大幅な放送内容の見直しを行い、バラエティ番組を増やし、中継を中心とした競馬番組を放送するなどした結果、1969年には視聴契約は10万を超えるに至った。1971年に自前の放送チャンネルを持たない香港電台がテレビ番組制作を開始し、麗的映聲からも放送された。
しかし有料・有線・白黒のままでは無綫電視に対抗できないことは明らかで、さらに3局目のテレビ局が開局することも決まった。会社側では放送方式を無線方式の無料カラー放送の開始を決定し、1973年12月に変更することを8月に発表した。同時に、局名も「麗的電視」（RTV）に変更した。しかし設備変更を短時間で終えるのは困難なことから、1973年11月に1か月間放送を休止してカラー放送への切り替えなどの設備更新を行った。
1975年に第3のテレビ局佳藝電視（CTV）が開局し、視聴率競争が激化した。3年後に佳藝電視は経営不振により倒産した。同局のスタッフや所属俳優の多くは麗的電視に移籍してきた。この結果、番組内容が充実し、高視聴率の番組も出るようになった。無綫電視もそれまで放送していた番組を打ち切って新たな番組を放送して対抗した。

### 1980年代・亞洲電視の誕生
1980年代になり、麗的電視の経営状況が悪化。1981年3月には、麗的電視の親会社である英国の会社の経営も悪化したため、経営から手を引くことを決め、オーストラリア企業に売却された。翌1982年には地元香港の企業に再売却され、局名も現在の「亞洲電視（ATV）」に変更された。
1983年には中国大陸のテレビ局が制作したドラマが香港で初めて放送され、人気を呼んだ。1987年には局舎が火事に見舞われ、放送機器が損傷して放送に支障を来し、ライバル局無綫電視の支援を仰ぐという事件も発生した。

### 1990年代
1989年には親会社が再度変わり、新コーポレートアイデンティティを導入。1990年前半にかけては、香港のテレビ史上に残る番組を少なからず制作、無綫電視の視聴率を上回る番組も出現し、亞洲電視は全盛期を迎える。
1998年には新たな経営陣が参入して、経費削減のために番組制作方式の改革を行い、社員の整理も行われた。自社制作の番組は減少し、外部から購入した番組が増えた。結果的に視聴率と社内意識のさらなる低下を招くという悪循環に陥った。経営状況の悪化で、経営者も次々と交代した。

### 2000年代
2000年代に入ると、ドラマやバラエティ番組の制作が減少するなど、長期にわたって低迷した。2008年にはPCCWと城市電訊からCEOを招き、経営内容の改善を図った。CEOの1人として加わった王維基（現香港電視網絡社長）が、従来の亞洲電視の中国大陸寄りの報道姿勢を改め、香港市民の考えに沿った内容の報道を目指すと発言した。中国大陸資本のオーナーの反感を招き、わずか10日ほどで辞職に追い込まれた。
その後、台湾の旺旺グループを経営し、中国大陸に広く事業を展開して中国共産党の要人とも関係の深い蔡衍明（Tsai Eng-Meng）が株式を取得し、実質的な経営者となった。蔡による経営権掌握直後の2009年2月には、社員207人を解雇した。その一方、同年の農暦新年前日に放送される特別番組は支出を抑えるため「中国中央電視台春節聯歓晩会」の放送権を購入の上放送した。
2009年には、蔡が経営する旺旺中時グループ傘下の台湾中天電視の番組の放送が始まった。制作費不足が解消し、凍結されていた番組制作も再開した。香港の視点で香港で起きている社会問題や時事、ゴシップをブラックジョークで取り上げるトークバラエティ番組「香港亂噏」を放送するなど、中国政府（中国共産党）に対しても中立姿勢を強めた。ドラマの無綫電視に対し、亞洲電視は知識・教養・文化路線の番組を強めるなどの視聴者層の差別化を図り、YouTubeと連動させた番組作りを取り入れるなど新たなスタイルが注目された。
CMスポンサーに中国企業が多いことなどから、まるで「CCTV10台（中国国営テレビ中国中央電視台第10チャンネル）」だと揶揄された一方、2009年の六四天安門事件20周年では、無綫電視の地上波ニュースが追悼集会などを控え気味に報道して香港市民から批判されたのに対し、亞洲電視では特別番組を組むなど積極的に放送した。

### 2010年代
2010年になって、中国大陸の企業家である王征（Wang Zheng）が、株式を購入して亞洲電視の経営に参加する姿勢を見せ、蔡衍明と対立した。香港永住権がない蔡の亞洲電視株保有比率が問題となり、結局蔡は敗北して資本を引き上げ、中天電視由来の番組も放送終了した。2000年代からの一連の騒動は、以前から中国寄りの放送内容と批判されていた亞洲電視にとって大きな痛手となり、次第に視聴者からの支持を失っていった。
2011年、亞洲電視は無綫電視に対し、発表された番組視聴率は正しい結果ではなく、不当な操作を行ったものであるとの記者会見を行い、問題解決を訴えた。これは、同年4月17日に亞洲電視で放送された2011年度の香港電影金像奨の番組視聴率が、同時間帯に無綫電視で放送されたテレビドラマの視聴率に比べて低く、前年に無綫電視が放送した際の視聴率よりも大幅に低いことから、正しい視聴率調査をしているか疑問があるとしたものである。
2011年7月6日、亞洲電視本港台で18時に放送されたニュース番組「六點鐘新聞」で、中国国家主席・中国共産党総書記を務めた江沢民が死去したとのニュースを放送し、世界各国で亞洲電視を引用してこの「訃報」を伝えた。しかし中国政府から直ちに否定され、翌日に亞洲電視は撤回・謝罪に追い込まれた。香港政府は厳重注意と罰金を科し、亞洲電視では当時の報道部責任者を解雇した。
2012年に中華人民共和国への帰属意識を養う「德育及國民教育科」導入に対して、中高生が中心となった反対運動が起こると、亞洲電視本港台の時事評論番組「ATV焦点」は9月3日放送分で、香港の政府や秩序を破壊する「破壊派」と評した。放送直後から香港市民による抗議が殺到し、わずか2日間で4万7千件にも達した。前年の江沢民死去の誤報を受けて、大公報出身で中国共産党寄りの雷競斌が亞洲電視報道部門の責任者となっており、この番組内容も雷の意向によるものとされた。香港通訊事務管理局は、番組内容が著しく公平性に欠けるとして、亞洲電視に対して異例の警告を行った。
2012年11月12日、亞洲電視の内部団体が香港政府庁舎前で催した「關注香港未來」というイベントの生中継を実施した。その内容は香港政府が検討している新たな無料放送局への免許交付への抗議活動であった。放送開始直後から免許交付賛成派の市民が多数集まり、現場は騒然となり、免許申請に関係する立法会議員が団体関係者に問いただそうとした際には、亞洲電視職員との間でもみ合いになった。香港市民から「電波の私物化」との批判が殺到したため、香港通訊事務管理局では亞洲電視に対して注意を行った。
2013年10月には、新たに有線電視系の奇妙電視（香港開電視）とPCCW系の香港電視娯楽（ViuTV）の2社に対して無料放送の免許交付方針が示され、正式に放送が開始されると無綫電視と亞洲電視の両局に大きな影響が及ぶ可能性が指摘された。奇妙電視は1年以上が過ぎても放送開始になる見込みが立たなかったものの、香港電視娯楽は2016年4月6日、ViuTVとして放送を開始した。

### 放送終了へ
2014年になると、2015年末で期限切れとなる放送免許の更新を香港政府に申請した。政府は免許更新について、累積債務の軽減策や、大株主の間で争われていた裁判の推移を見て判断するとされた。2014年11月には、資金不足によって全社員約700人分の11月分給与が未払いとなる問題が発生した。報道部門では、11月分の給与が年内に支払われなければ、1月1日から英語ニュース番組の放送中止と、広東語ニュース番組の時間短縮を行うと表明し、12月31日で約200人の報道部員のうち、30人ほどが退職すると発表した。
12月29日になって、11月分の給与の半額が支払われたが、残り半分と12月分は未払いのままとなった。先にニュース番組の時間短縮を表明した報道部門は予定通り実施する方針を発表し、朝のワイドニュース番組『亞洲早晨』などの番組が、年明け1月1日から放送中止となった。
一方経営陣は「会社の買収に向けて数社と協議しており、新たに出資してくれるホワイトナイトが現れることを期待している」と表明。免許更新に向けて、事態打開に向けての姿勢を見せていた。
2015年1月26日、亞洲電視への出資について4社と交渉を行ったが、いずれも不調に終わった。香港政府で放送を管理する商務及經濟發展局は、3月末に迫った放送免許更新期限を控え、推移を注意深く見守っていると発表した。
2015年4月1日午後、亞洲電視は新たな出資者が現れたと発表したが、商務及經濟發展局は同日18時30分、亞洲電視の無料テレビ放送免許の更新を許可しないと発表した。その結果、2016年4月1日をもって亞洲電視は放送停止に追い込まれることとなった。亞洲電視では、今回の決定を不服として、裁判も辞さないと発表した
新たな出資者獲得の道も断たれた結果、資金的には極めて厳しい状態で、2016年4月までの放送継続すら危ぶまれていた。一部報道によれば、閉局日を前倒しにする案のほか、インターネット放送局香港電視網絡から、同局が撮影したドラマを亞洲電視の放送枠を買い取って放送するという形の資金援助を行う申し入れがあったとされる。

## 放送停止まで
2015年秋になり、中国大陸で放送事業を営む資産家が、新たな出資者となることが発表された。給与支払いの度重なる遅延が発生し、報道部員の退職によって人員不足が生じた結果、2015年9月には、朝・昼のニュース番組放送を中止していたが、給与が支払われたことで、放送を再開した。
出資者は一旦切れる放送免許をあらためて取得して放送再開を目指すとしたが、その後も状況改善には至らず、2015年末に再び給与支払い遅延が発生した。その後も状況改善しないまま、農暦新年直前の2016年2月6日からは、全てのニュース番組が放送中止になり、放送条例に違反する状態が発生した。社員（所属タレントを含む）の多くがこの時点で退職し、社員は400人程度に落ち込み、番組制作が困難になった。
2月20日になって、夜のニュース番組のみ放送再開したが、このころには、元の出資者から早期の会社清算を求める訴えが法院に提出され、審理されることとなった。弁護士からは、亞州電視の銀行口座には27万香港ドルしか残っておらず、これ以上の放送継続は困難との声明も出された。
3月3日に、関係者が出廷して法廷審理が行われたが、この時点では放送停止等の勧告は出されなかった。しかし弁護士からは「銀行からの新たな借金も困難となり、4月1日の免許期限までの放送は難しくなった。3月4日付けで、全社員を解雇の上、放送停止し、清算手続きに入る」と発表。3月4日には、予定通り全社員への解雇通知が行われ、18時をもって放送停止するという噂も流れたが、4月1日の免許期限まで放送が続けられるよう、出資者が追加出資を行う方針を発表した。会社に残留している社員によって放送は継続された。
4月2日午前0時、停波。放送を終了し、59年の歴史に幕を閉じた。停波に際しては、放送終了のメッセージなども表示されないまま、放送中の番組が突然放送中断される形で、あっけない幕切れであった。
香港におけるテレビ放送局の倒産・放送停止は佳藝電視に続いて2局目で、世界的に見ても珍しい事例となった。
亞洲電視が使用していた周波数は、4月から放送を開始した『香港電視娯楽（ViuTV）』と、香港電台（RTHK）が使用している。

## インターネットテレビ局への転換
2016年、それまでの出資者が会社清算を申し立てたが、新たな出資者が負債を含めた株式購入を申し入れ、2017年4月に譲渡が完了。12月12日に香港高等法院によって再建案が認められたのを受けて、12月18日にインターネットテレビ局として試験放送を開始、2018年1月29日より正式放送を開始した。かつて使用していた亞洲電視の放送施設を使用して番組制作を行い、かつて亞洲電視に所属していたタレントが出演している。
視聴料は、スマートフォンによる視聴では月額38香港ドル、テレビ視聴用機器による視聴料は月額68香港ドルである。

## 日本・日本語コミュニティとの関係

### NHKワールドニュース
- NHK BS1のワールドニュースでは、香港のニュースとして国際台で放送されていた英語ニュース「Main News」が放送されていた。「Main News」の放送がなくなった2016年2月8日（農暦新年）以降は、英語ニュース終了により放送されていない。

### 日本語放送
- 亞洲電視、無綫電視の両放送局では、香港在住の日本人向けに英語字幕付きで日本の番組を放送する時間枠があった。1998年を例に取ると、毎週日曜日、無綫電視明珠台で『Japanese Hour』が10:00～11:00に、亞洲電視国際台の日本語番組が11:00～12:00に放送されていた。亞洲電視では、主にドラマ（1998年度は『渡る世間は鬼ばかり』や『ふたりっ子』など）やバラエティ番組、グルメ番組を放送しており、一方無綫電視では日本テレビが制作した、日本の1週間のニュースをまとめた番組と、同局制作のバラエティ番組（1998年度は『所さんの目がテン!』であった）が放送されていた。
- 亞洲電視国際台の日本語番組は、1999年に香港公開大学の教育放送が毎週日曜日の08:00～11:00まで放送開始されたため終了し、放送枠は無綫電視明珠台に移動して10:00より『Japanese Time』として放送され、その後10:30から50分間、『Japanese Hour』が放送されるようになった。
- 2001年秋、香港公開大学の放送が亞洲電視国際台から無綫電視明珠台に移り、午前10時より放送開始した関係で、『Japanese Hour』枠がなくなり、『Japanese Time』のみ15:00から30分間放送されるようになった。
- 2005年10月、当時放送枠を所有していた日系広告代理店が番組趣旨をそのままに番組を亞洲電視国際台に移動し、香港の番組制作会社による日本情報番組（広東語・英語の字幕つき）として、同じ番組名で放送されるようになった。この番組は、後に『JP TIME TV（日語大放送）』の名前に変更し、主に香港人向けに、日本各地の観光情報を放送する内容となった。現在は週に3回（ただし2回は再放送）放送されており、無綫電視を含めて、現在の地上波番組では唯一の香港制作日本語番組となっている。亞洲電視の放送終了後は、「Go!Japan TV（日本大放送）」と改題の上「ViuTV」で放送中である。

## 競馬中継
- 亞洲電視では、1967年より「香港ジョッキークラブ（HKJC）」が開催している競馬関連番組を放送していた。競馬番組は、実況中継の「賽馬直撃（Track Side）」のほか、開催日の数日前からは、出走予定馬の調教や関係者へのインタビュー、各レースごとのレース予想番組を、レース当日には、レース回顧や払戻金、次回の狙い馬を紹介する番組を放送していた。香港国際競走などの大レース開催前は、特別番組も放送していた。
- 制作はHKJC自らが行い、亞洲電視は放送枠を提供していただけであるが、かつては制作も担当しており、その当時に司会者兼解説者として出演していたのが、ジャッキー・チェンの映画など（『プロジェクトA2』の警察署長役など）で出演していた俳優の董驃（トン・ピョウ）であった。
- 1997年/98年度から2000年/01年度までの4年間、競馬関連番組の放送権が無綫電視に移っていた時期がある。董驃のHKJCに対する批評に対して、HKJC自身が亞洲電視への放送権更新に難色を示したためという説がある。無綫電視の競馬番組には董驃は出演しなかった。
- 亞洲電視が2016年以降の放送免許を獲得できなくなったとの報道を受けて、香港ジョッキークラブは、放送中止後の競馬中継について「現在の中継協定の有効期間は今年［2015年］の7月31日までであり、2014/15年度の競馬放送については、亞洲電視が停波しない限り、引き続き亞洲電視で放送を続ける意向であるが、2015/16年度については未定」と発表した。[8]　香港の日刊新聞である蘋果日報の4月15日の紙面には、2015年度の開催から無綫電視が放送するとの記事が掲載され、この時点では香港ジョッキークラブからは公式発表を行わなかったが[9]、7月13日に、2015/16年度からは無綫電視のJ2チャンネルで放送することを発表した[10]。2015年度開催開始から、予定通り無綫電視で放送中である。
- HKJCの競馬番組放送権を失った1997年秋から2002年夏までの5年間、マカオ競馬を中継したこともあった。

## 中国大陸での再送信
- 中国大陸での騒乱、六四天安門事件、中国共産党批判、チベット問題、ダライ・ラマ14世、劉暁波、新疆ウイグル自治区の東トルキスタン独立運動、零八憲章、香港や中国中央政府の民主化運動、2014年香港反政府デモなど、中国大陸でデリケートな内容のニュースでも放送されたが、中華人民共和国広東省で再送信される場合は、その部分がカットされ突然CMが入るなど、不自然な編集が行われた。これは中国のメディア規制によるもので、無綫電視も同様である。

## 主な番組

### 自局制作ドラマ
- クンフー・マスター 洪熙官
- 精武門
- 霊幻道士・キョンシーマスター
- 女媧行動
- 雪山飛狐

### 海外制作ドラマ

#### 特撮
- 仮面ライダーシリーズ
  - 仮面ライダー
  - 仮面ライダーV3
  - 仮面ライダーBLACK
  - 仮面ライダーBLACK RX
  - 仮面ライダークウガ
  - 仮面ライダーアギト
  - 仮面ライダー THE FIRST
  - 仮面ライダー THE NEXT
- スーパー戦隊シリーズ
  - ジャッカー電撃隊
  - 五星戦隊ダイレンジャー
  - 忍者戦隊カクレンジャー
  - 超力戦隊オーレンジャー
- 宇宙刑事ギャバン
- 電脳警察サイバーコップ
- マイティ・モーフィン・パワーレンジャー
- 魔弾戦記リュウケンドー
- トミカヒーロー レスキューフォース
- 七星闘神ガイファード
- ウルトラマンタロウ

### アニメ
- らんま1/2
- SLAM DUNK
- 新世紀エヴァンゲリオン
- 機動戦艦ナデシコ
- クレヨンしんちゃん
- 東京ミュウミュウ
- 満月をさがして
- スーパードール★リカちゃん
- 学園アリス
- 雪の女王
- テニスの王子様
- 最遊記
- らぶドル 〜Lovely Idol〜
- らき☆すた
- かみちゃまかりん
- スポンジ・ボブ
- ドラゴンブースター
- 無限戦記ポトリス
- マシュランボー
- おそ松くん
- ONE PIECE
- GS美神 極楽大作戦!!
- キテレツ大百科
- 遊☆戯☆王 (アニメ第1作)
- 遊☆戯☆王デュエルモンスターズ
- 遊☆戯☆王デュエルモンスターズGX
- 遊☆戯☆王5D's
- 遊☆戯☆王ZEXAL
- ザ・シンプソンズ
- 戦え!超ロボット生命体トランスフォーマー2010
- トランスフォーマー ギャラクシーフォース
- 炎の闘球児 ドッジ弾平
- 爆球連発!!スーパービーダマン
- B-伝説! バトルビーダマン
- 爆球Hit! クラッシュビーダマン
- クロスファイト ビーダマン
- マジック・スクール・バス
- あしたのジョー
- 星銃士ビスマルク
- うる星やつら
- わが青春のアルカディア 無限軌道SSX
- 超時空要塞マクロス
- パーマン
- 鉄人28号
- 機甲創世記モスピーダ
- 海のトリトン
- キン肉マン
- キャンディ・キャンディ
- メーテルリンクの青い鳥 チルチルミチルの冒険旅行
- J9シリーズ
- ベムベムハンターこてんぐテン丸
- オヨネコぶーにゃん
- 地上最強のエキスパートチーム G.I.ジョー
- 荒野の少年イサム
- Gu-Guガンモ
- 伊賀野カバ丸
- 超時空世紀オーガス
- 超時空騎団サザンクロス
- さすがの猿飛
- とんでも戦士ムテキング
- ゲゲゲの鬼太郎 第3作、第4作
- 超音戦士ボーグマン
- きまぐれオレンジ☆ロード
- エスパー魔美
- 小公子セディ
- ウリクペン救助隊
- ウルトラB
- 宇宙空母ブルーノア
- みゆき
- Bugってハニー
- あした天気になあれ
- 剛Q超児イッキマン
- キャッツ・アイ
- それいけ!アンパンマン
- 未来少年コナン
- NG騎士ラムネ&40
- 天空戦記シュラト
- 北斗の拳
- つるピカハゲ丸
- 若草物語ナンとジョー先生
- 無責任艦長タイラー
- 六三四の剣
- スレイヤーズ
- 天地無用!
- あずきちゃん
- 魔法騎士レイアース
- VS騎士ラムネ&40炎
- ご近所物語
- H2
- 怪盗セイント・テール
- 地獄先生ぬ〜べ〜
- 赤ずきんチャチャ
- 花より男子
- 金田一少年の事件簿
- めぞん一刻
- アキハバラ電脳組
- 無敵王トライゼノン
- 赤ちゃんと僕
- 頭文字D
- 星界の紋章
- 女神候補生
- センチメンタルグラフティ
- ふしぎ遊戯
- まもって守護月天!
- 星界の戦旗
- フルーツバスケット
- RAVE (漫画)
- ゾイド -ZOIDS-
- ゾイド新世紀スラッシュゼロ
- ゾイド フューザーズ
- ゾイドジェネシス
- 電脳冒険記ウェブダイバー
- ポポロクロイス物語
- 爆闘宣言ダイガンダー
- 電光超特急ヒカリアン
- ロビンフッドの大冒険
- シンデレラ物語
- 極上生徒会
- ウルトラマニアック
- capeta
- オフサイド
- ワンワンセレプー それゆけ!徹之進
- 吉永さん家のガーゴイル
- MAJOR
- こちら葛飾区亀有公園前派出所
- 鉄腕アトム
- ジャッキー・チェン・アドベンチャー
- ラグラッツ
- きかんしゃトーマス
- ボブとはたらくブーブーズ
- 百獣王ゴライオン
- 機甲艦隊ダイラガーXV
- スパイダーライダーズ 〜オラクルの勇者たち〜
- キューティーハニーF
- コブラ
- ふしぎ遊戯
- オバケのQ太郎
- 銀河英雄伝説
- 銀河戦国群雄伝ライ
- 一休さん
- 家なき子
- こどものおもちゃ
- 魔法少女プリティサミー
- ポパイ
- アイドル天使ようこそようこ
- 世界名作劇場
- メイプルタウン物語
- 新メイプルタウン物語 パームタウン編
- Oops!フェアリーペアレンツ
- ロボテック
- 科学忍者隊ガッチャマン
- 家族ロビンソン漂流記 ふしぎな島のフローネ
- 愛少女ポリアンナ物語
- 愛の若草物語
- ロミオの青い空
- クリーピー
- モンスターファーム
- アラビアンナイト シンドバットの冒険
- がんばれ元気
- ベルサイユのばら
- プラレス3四郎
- 夢戦士ウイングマン
- コンポラキッド
- 宇宙船サジタリウス
- マシンロボ クロノスの大逆襲
- マシンロボ ぶっちぎりバトルハッカーズ
- プロゴルファー猿
- パラソルヘンべえ
- たいむとらぶるトンデケマン!
- ハイスクール!奇面組
- ジャングル大帝
- ストリートファイター
- ツヨシしっかりしなさい
- はじめ人間ゴン
- 聖ルミナス女学院
- 人造人間キカイダー THE ANIMATION
- 砂漠の海賊!キャプテンクッパ
- カスミン
- 冒険王ビィト
- ダイノゾーン
- パワーパフガールズ
- ワンダー・ペッツ
- レゴ チーマ 〜アニマル戦士たちの伝説〜

### 自国独自のアニメ
- 巴拉拉小魔仙之彩虹心石
- 夢月精靈
- 戰龍四驅
- 雷速登閃電衝線
  - 雷速登閃電衝線2
- 搖搖新世代3
- 翼飛衝天
- 戰鬥王之颶風戰魂
- 藍貓

### 韓国のアニメ
- カード王 ミックスマスター
  - 最強合体 ミックスマスター
- プチプチミューズ
- ルブバハフ王国再建設記
- Super Hams Band
  - ヘムコンイ音楽隊
- ギガトライブ（GIGA TRIBE）
- キ・ファイターテラン
- トゥルトゥルトゥ ナロンイ
  - 快傑ロンマン ナロンイ
  - グリーンセイバー

### ニュース
- 亞洲早晨 (おはようアジア、朝のニュース「晨早新聞」を内包）
- 十二點半新聞（12時半のニュース）
- 六點鐘新聞（6時のニュース）
- 夜間新聞（夜のニュース）
- ATV焦點（ATVフォーカス）

### 情報・教養番組
- 竜門陣
- JP TIME TV（日語大放送） - aTV閉局後はViuTVで放送
- 開心大発見

### 音楽・バラエティ
- フー・ウォンツ・トゥ・ビー・ア・ミリオネア（百萬富翁）
- 香港亂噏

## マスコットキャラクター
- Abot（エーボット）